# جامعة موسكو الحكومية لهندسة السكك الحديدية
الجامعة الروسية للنقل (الروسية: Российский университет транспорта) واسمها الرسمي المؤسسة التعليمية المستقلة للتعليم العالي «جامعة النقل» (الروسية: Федеральное государственное автономное образовательное учреждение высшего образования "Российский университет транспорта")، هي جامعة عامة تأسست عام 1896 ومقرها في موسكو بروسيا. إلى جانب الحرم الجامعي الرئيسي الموجود في العاصمة، تحتفظ الجامعة بحرم جامعي إقليمي آخر في سوتشي.
هي مؤسسة تعليمية رائدة في مجال النقل وتستضيف أكبر مجمع جامعي في موسكو. تتبع الجامعة لإدارة وزارة النقل في الاتحاد الروسي.

## تاريخ
تأسست جامعة النقل الروسية باسم مدرسة موسكو الإمبراطورية للهندسة (IMIU) بمرسوم من الإمبراطور نيقولا الثاني في 23 مايو 1896، من أجل تدريب المهندسين لبناء السكك الحديدية العابرة لسيبيريا. بدأت الدورات التدريبية في 12 سبتمبر 1896. تخرج الفوج الأول للمهندسين في عام 1901 (دورة نظرية لمدة 3 سنوات وممارسة بناء لمدة عامين). جامعة النقل الروسية هي أقدم مؤسسة للتعليم التقني العالي في روسيا تأسست عام 1896، وهي أكبر مجمع علمي وأكاديمي في روسيا، والرائدة روسياًّ في مجال تدريب وإعادة تدريب المتخصصين والعلماء لبناء النقل. في 15 يونيو 1993، حصلت المؤسسة على وضع الجامعة وتم تغيير اسمها إلى جامعة موسكو الحكومية لهندسة السكك الحديدية.
لأكثر من 120 عامًا من التاريخ، تخرّج من الجامعة أكثر من 650 ألف متخصص مؤهل تأهيلا عاليا من ذوي التعليم المهني العالي والثانوي. استطاعوا التفوق بنجاح في مجال النقل وفي مختلف قطاعات الاقتصاد في روسيا و 57 دولة في العالم. من خريجي الجامعة أبطال الاتحاد السوفيتي، وأبطال العمل الاشتراكي، وقادة صناعة النقل، والعلماء المشهورين عالميًا، وأعضاء الحكومة الروسية، والمحافظين ورؤساء بلديات المدن الكبرى، والشخصيات العامة البارزة، والممثلين البارزين للكنيسة الأرثوذكسية الروسية والثقافة، وكبار رجال الأعمال.

## بنية الجامعة

### المعاهد
- معهد هندسة النقل وأنظمة التشغيل
- معهد مسار السكك الحديدية والبناء والهياكل
- معهد التشغيل والتقنيات الرقمية
- معهد الاقتصاد والمالية
- معهد اتصالات النقل الدولي
- معهد القانون

### الأكاديميات
- أكاديمية التدريب الأساسي
- أكاديمية النقل المائي
- الأكاديمية الروسية لهندسة السكك الحديدية
- الأكاديمية الروسية المفتوحة للنقل

### معهد البحوث
- معهد البحث العلمي لبناء النقل والمواصلات

### الفروع والمكاتب التمثيلية
- معهد سوتشي للنقل، وهو فرع من مؤسسة التعليم العالي الفيدرالية المستقلة للتعليم العالي «جامعة النقل الروسية».

### الكليات والمدارس الفنية
- صالة للألعاب الرياضية
- كلية أكاديمية النقل المائي
- كلية الطب
- كلية موسكو للنقل
- كلية الحقوق في معهد القانون

## خريجون بارزون
- سيميون بيليتس-جايمان [الإنجليزية]‏، سباح أولمبي سوفيتي
- بدزينا إفنشفلي، رجل أعمال وسياسي من جورجيا
- فيتالي مالكين [الإنجليزية]‏، رجل أعمال وسياسي روسي
- كونستانتين بوروفوي [الإنجليزية]‏، رجل أعمال وسياسي روسي
- إيغور غوبرمان [الإنجليزية]‏، شاعر روسي
- أناتولي ريباكوف [الإنجليزية]‏، كاتب سوفيتي وروسي
- رستم تاريكو [الإنجليزية]‏، رجل أعمال روسي
- ياكوف دجوغاشفيلي، ابن يوسف ستالين
- إيغور زايتسيف [الإنجليزية]‏، قائد سوفيتي
- غريغوري كايدانوف، أستاذ شطرنج روسي أمريكي
- فيكتور فيكسيلبيرغ، رجل أعمال روسي
- ليونارد بلافاتنيك، رجل أعمال روسي أمريكي
- فلاديمير كوزمين [الإنجليزية]‏، موسيقي روسي